# Lithiumtri-ethylboorhydride
Lithiumtri-ethylboorhydride of superhydride (doorgaans afgekort tot LiTEBH) is een organische verbinding van boor met als brutoformule C6H16BLi. De stof komt voor als een kleurloze tot lichtgele vloeistof, die zeer exotherm met water reageert. De verbinding wordt commercieel verhandeld als oplossing in tetrahydrofuraan, om reactie met vocht in de lucht tegen te gaan.

## Synthese
Lithiumtri-ethylboorhydride wordt bereid door reactie tussen lithiumhydride en tri-ethylboraan in tetrahydrofuraan als oplosmiddel:
{\displaystyle {\ce {LiH + B(C2H5)3 -> LiBH(C2H5)3}}}
De opbrengst van deze reactie is erg hoog: vaak meer dan 99%. De oplossing wordt vervolgens gefiltreerd om te ontdoen van overmaten lithiumhydride. Het eindresultaat is een kleurloze tot lichtgele heldere oplossing.

## Structuur en eigenschappen
Door de structuur van lithiumtri-ethylboorhydride is het een zeer krachtige bron van hydride-ionen. Aangezien waterstof meer elektronegatief is dan boor, is de B-H-binding sterk gepolariseerd. Hierbij draagt boor een partieel positief en waterstof een partieel negatief karakter. Daarenboven fungeren de ethylgroepen op boor als elektronenstuwende groepen, zodat deze polarisatie nog meer geaccentueerd wordt. 

## Toepassingen
Lithiumtri-ethylboorhydride wordt aangewend als een krachtige en selectieve reductor in de organische en anorganische chemie. In de organische chemie wordt het gebruikt als reductor voor:
- Aldehyden, ketonen, zuurchloriden, carbonzuuranhydriden en esters tot alcoholen
- Lactonen tot diolen
- α,β-onverzadigde carbonylverbindingen tot lithiumenolaten (middels 1,4-additie)
- Disulfiden tot thiolen
- Tertiaire amiden tot alcoholen

Bovendien is het mogelijk om met lithiumtri-ethylboorhydride sterk sterisch gehinderde functionele groepen te reduceren, zoals de reductie van 2,2,4,4-tetramethyl-3-pentanon tot het overeenkomstig alcohol: